# Fleisheim
Fleisheim é uma comuna francesa na região administrativa de Grande Leste, no departamento de Mosela. Estende-se por uma área de 4,11 km². Em 2010 a comuna tinha 149 habitantes (densidade: 36,3 hab./km²).